# Multioppia insolita
Multioppia insolita är en kvalsterart som beskrevs av Ivan och Vasiliu 1999. Multioppia insolita ingår i släktet Multioppia och familjen Oppiidae. Inga underarter finns listade i Catalogue of Life.